# スーパーサッカー toto倶楽部
スーパーサッカー toto倶楽部は2001年に放送されたTBS、BS-iのサッカー番組である。
放送されたこの年からスポーツ振興くじ（toto）が全国発売されるに当たり、週末に行われるJリーグの試合を対象としたtotoの予想を行うもので、サッカー通としても知られる女優・阿部美穂子が司会を担当した。
なお、地上波ではローカル枠の扱いだった。

## 姉妹番組
- スーパーサッカー